# 892 a.C.
L'892 a.C. (DCCCXCII a.C. in numeri romani) è un anno  del IX secolo a.C.

## Eventi
- Diogneto diventa arconte perpetuo ad Atene.